# Contea di Sunchang
La contea di Sunchang (Sunchang-gun; 순창군; 淳昌郡) è una delle suddivisioni della provincia sudcoreana del Nord Jeolla.